# Штумский повет
Штумский повят (пол. Powiat sztumski) — повят (район) в Польше, входит как административная единица в Поморское воеводство. Центр повята — город Штум. Занимает площадь 730,85 км². Население — 42 366 (на 30 июня 2015 года).

## Административное деление
- города: Дзежгонь, Штум
- городско-сельские гмины: Гмина Дзежгонь, Гмина Штум
- сельские гмины: Гмина Миколайки-Поморске, Гмина Стары-Дзежгонь, Гмина Стары-Тарг

## Демография
Население повята дано на 30 июня 2015 года.
| Перепись            | Всего  | Мужчины | Женщины |
| ------------------- | ------ | ------- | ------- |
|                     | чел.   | чел.    | чел.    |
| Всего               | 42 366 | 21 117  | 21 249  |
| Городское население | 15 795 | 7 615   | 8 180   |
| Сельское население  | 26 571 | 13 502  | 13 069  |